# Phoenix Mercury
De Phoenix Mercury is een Amerikaanse basketbal-vrouwenploeg uit Phoenix die meedraait in de WNBA (Women's National Basketball Association). Het team werd opgericht in 1997 door eigenaar Robert Sarver. De ploeg is 3 keer kampioen van de WNBA geworden.
De mannelijke tegenhanger van de ploeg is, the Phoenix Suns. Ook spelen ze in dezelfde Footprint Center als de Phoenix Suns.

## Erelijst
Conference Championships:
- 1998 Western Conference Champions
- 2007 Western Conference Champions
- 2009 Western Conference Champions
- 2014 Western Conference Champions
- 2021 Western Conference Champions

WNBA Championships:
- 2007 WNBA Champions
- 2009 WNBA Champions
- 2014 WNBA Champions

## Bekende (oud)-spelers
- Skylar Diggins-Smith (2020-heden)
- Jennifer Gillom (1997-2002)
- Diana Taurasi (2004-2024)
- Bridget Pettis (1997-2001, 2006)
- Brittney Griner (2013-heden)
- Cappie Pondexter (2006-2009)
- Allie Quigley (2008-2009)
- Penny Taylor (2004-2007, 2009-2011, 2013-2014, 2016)
- Maria Stepanova (1998-2001, 2005)
- Ilona Korstin (2001)
- Anete Jēkabsone-Žogota (2014)
- Jennifer Gillom (1997-2002)
- Ewelina Kobryn (2014-2015)
- Trisha Fallon (2001)
- Kristi Harrower (1998-1999)
- Michele Timms (1997-2001)
- Sancho Lyttle (2018-2019)

## Retired nummers
De Phoenix Mercury hebben 4 rugnummers uit roulatie gehaald.
| Phoenix Mercury retired nummers | Phoenix Mercury retired nummers | Phoenix Mercury retired nummers | Phoenix Mercury retired nummers | Phoenix Mercury retired nummers |
| Nr.                             | Speler                          | Positie                         | Periode bij de Phoenix Mercury  | Datum van 'retirement'          |
| ------------------------------- | ------------------------------- | ------------------------------- | ------------------------------- | ------------------------------- |
| 7                               | Michele Timms                   | G                               | 1997–2001                       | 7 augustus 2002                 |
| 13                              | Penny Taylor                    | G/F                             | 2004–2016                       | 9 juli 2017                     |
| 22                              | Jennifer Gillom                 | F                               | 1997-2002                       |                                 |
| 33                              | Bridget Pettis                  | G                               | 1997-2001, 2006                 |                                 |

0 Olympia Scott · 
2 Kelly Miller · 
3 Diana Taurasi · 
5 Teana Miller · 
11 Kelly Schumacher · 
12 Belinda Snell · 
13 Penny Taylor-Gil · 
21 Jennifer Lacy · 
23 Cappie Pondexter · 
24 Jennifer Derevjanik · 
33 Kelly Mazzante · 
50 Tangela Smith · 
Coach Paul Westhead
2 Temeka Johnson · 
3 Diana Taurasi · 
11 Ketia Swanier · 
13 Penny Taylor · 
21 Brooke Smith · 
23 Cappie Pondexter · 
24 DeWanna Bonner · 
30 Nicole Ohlde · 
33 Kelly Mazzante · 
43 Le'coe Willingham · 
50 Tangela Smith · 
Coach Corey Gaines
3 Diana Taurasi · 
4 Candice Dupree · 
8 Mistie Bass · 
10 Anete Jēkabsone-Žogota · 
11 Ewelina Kobryn · 
13 Penny Taylor · 
14 Shay Murphy · 
23 Tiffany Bias · 
24 DeWanna Bonner · 
31 Erin Phillips · 
42 Brittney Griner · 
Coach Sandy Brondello